# Huron Shores
Huron Shores es un municipio canadiense situado en la provincia de Ontario.

## Superficie
Huron Shores tiene una superficie de 451,87 km².

## Demografía
En 2021, tenía 1860 habitantes, una densidad poblacional de 4,1 hab./km², y 1171 viviendas.